# Wish That You Were Here
«Wish That You Were Here» es una canción de la banda de rock indie británica Florence and the Machine que fue lanzada el 26 de agosto de 2016 a través de descarga digital. Forma parte de la banda sonora de la película El hogar de Miss Peregrine para niños peculiares, dirigida por Tim Burton.

## Composición
Habiendo realizado algunos trabajos para películas, así como una versión de Stand By Me para el videojuego Final Fantasy XV, Florence Weilch quiso participar en el proyecto audiovisual de Tim Burton, habiéndose declarado una gran admiradora de su trabajo y mostrado su interés público de poder asociarse con él en proyectos, incluso antes de que le llegara la oportunidad a la canción Wish That You Were Here, al considerarle su "espíritu afín", con el que compartía temas de romances oscuros y fantasía. Como base de la composición e inspiración para la canción, Weilch leyó el libro homónimo en el que se iba a basar, escrito en 2011 por Ransom Riggs.
La canción se inspiró en parte mientras el grupo se encontraba en medio de una apretada agenda de conciertos. "[Las giras] tienen un costo, un costo de dejar atrás a las personas que amas por un año o dos. Te sientes como si pudieras cantar una canción al viento, tal vez el viento podría llevarla a de una manera que no puedes con un mensaje de texto o una llamada. Sólo quieres enviar tu amor de una manera diferente, de alguna manera para llegar a lo inalcanzable". La crítica musical Rebecca Deczynski describió el sonido de Wish That You Were Here como una combinación de todo lo que hizo que la banda tuviera éxito, incluyendo "el mismo choque catártico de percusión que convirtió a Shake It Out en un éxito instantáneo", y "los repiques etéreos de las arpas que se encuentra en Cosmic Love".

## Lanzamiento
"Wish That You Were Here" fue lanzado el 26 de agosto de 2016 a través de descarga digital. La canción aparece durante los créditos finales de la película, que se estrenó en los cines el 30 de septiembre. La canción logró alcanzar el número 128 en el UK Singles Chart. En su reseña para Rolling Stone, Jon Blistein elogió a Welch por "cantar melancólicamente sobre un teclado distante y pulsaciones de cuerdas", y también señaló lo "determinante y desgarrador" de sus coros. La crítica Christine Costello consideró la colaboración entre el grupo y Burton como una de las parejas más interesantes de 2016, y también afirmó que "la famosa y caprichosa voz de Welch y el sonido art pop son el telón de fondo perfecto para las infames escenas de árboles retorcidos, paletas sombrías y el inframundo de Burton".